# Флаг Берлина
Флаг Берлина — официальный символ Берлина. Флаг имеет соотношение сторон 3:5 и состоит из трёх неравных по ширине полос: красной, белой и ещё одной красной. Каждая красная полоса имеет ширину в 1/5 ширины флага, белая полоса, соответственно, занимает по ширине три пятых. Два существующих варианта — гражданский и служебный, используемый учреждениями федеральной земли Берлин — различаются фигурой, помещённой на флаг. На гражданском флаге белую полосу занимает вздыбленный чёрный медведь — гербовая фигура берлинского герба. Служебный флаг на белой полосе несёт изображение герба Берлина целиком: чёрный медведь в белом щите, увенчанном короной.

## История
Флаг создан немецким вексиллологом Оттфридом Нойбекером и утверждён 13 мая 1954 как официальный символ Западного Берлина. Восточный Берлин также имел свой флаг (1956-1990), лишь слегка отличавшийся по дизайну: он имел по краям по дополнительной белой полосе, а чёрный медведь в щите с красной каймой, увенчанном красной короной, помещался ровно по центру флага. После объединения Германии в 1990 году флаг Нойбекера был принят как общий символ Берлина.

## Флаги округов Берлина

Шарлоттенбург-Вильмерсдорф
Фридрихсхайн-Кройцберг
Лихтенберг
Марцан-Хеллерсдорф
Митте
Нойкёльн
Панков
Райниккендорф
Шпандау
Штеглиц-Целендорф
Темпельхоф-Шёнеберг
Трептов-Кёпеник